# Grand Prix Formule 1 van Australië 2022
De Grand Prix Formule 1 van Australië 2022 werd verreden op 10 april op het Albert Park Circuit in Melbourne. Het was de derde race van het seizoen.

## Achtergrond
Deze editie van de Grand Prix was de eerste sinds 2019, de jaren er tussenin werd de Grand Prix afgelast ten gevolge van de Coronapandemie.
Het circuit zelf onderging in 2021 een lay-out wijziging en heeft nu meer snelle bochten dan voorheen. Deze Grand Prix was de eerste die verreden werd op het vernieuwde circuit.

## Vrije trainingen

### Uitslagen
- Enkel de top vijf wordt weergegeven.

| Vrije training 1 | Pos. | Nr. | Coureur          | Constructeur         | Tijd     |
| ---------------- | ---- | --- | ---------------- | -------------------- | -------- |
| Vrije training 1 | 1    | 55  | Carlos Sainz jr. | Ferrari              | 1:19.806 |
| Vrije training 1 | 2    | 16  | Charles Leclerc  | Ferrari              | 1:20.377 |
| Vrije training 1 | 3    | 11  | Sergio Pérez     | Red Bull Racing-RBPT | 1:20.399 |
| Vrije training 1 | 4    | 1   | Max Verstappen   | Red Bull Racing-RBPT | 1:20.626 |
| Vrije training 1 | 5    | 4   | Lando Norris     | McLaren-Mercedes     | 1:20.878 |
| Vrije training 2 | Pos. | Nr. | Coureur          | Constructeur         | Tijd     |
| Vrije training 2 | 1    | 16  | Charles Leclerc  | Ferrari              | 1:18.978 |
| Vrije training 2 | 2    | 1   | Max Verstappen   | Red Bull Racing-RBPT | 1:19.223 |
| Vrije training 2 | 3    | 55  | Carlos Sainz jr. | Ferrari              | 1:19.376 |
| Vrije training 2 | 4    | 14  | Fernando Alonso  | Alpine-Renault       | 1:19.537 |
| Vrije training 2 | 5    | 11  | Sergio Pérez     | Red Bull Racing-RBPT | 1:19.658 |
| Vrije training 3 | Pos. | Nr. | Coureur          | Constructeur         | Tijd     |
| Vrije training 3 | 1    | 4   | Lando Norris     | McLaren-Mercedes     | 1:19.117 |
| Vrije training 3 | 2    | 16  | Charles Leclerc  | Ferrari              | 1:19.249 |
| Vrije training 3 | 3    | 11  | Sergio Pérez     | Red Bull Racing-RBPT | 1:19.265 |
| Vrije training 3 | 4    | 14  | Fernando Alonso  | Alpine-Renault       | 1:19.275 |
| Vrije training 3 | 5    | 55  | Carlos Sainz jr. | Ferrari              | 1:19.419 |

## Kwalificatie
Charles Leclerc behaalde de elfde pole position in zijn carrière.
| Pos.                   | Nr. | Coureur          | Constructeur          | Kwalificatietijden | Kwalificatietijden | Kwalificatietijden | Grid |
| Pos.                   | Nr. | Coureur          | Constructeur          | Q1                 | Q2                 | Q3                 | Grid |
| ---------------------- | --- | ---------------- | --------------------- | ------------------ | ------------------ | ------------------ | ---- |
| 1                      | 16  | Charles Leclerc  | Ferrari               | 1:18.881           | 1:18.606           | 1:17.868           | 1    |
| 2                      | 1   | Max Verstappen   | Red Bull Racing-RBPT  | 1:18.580           | 1:18.611           | 1:18.154           | 2    |
| 3                      | 11  | Sergio Pérez     | Red Bull Racing-RBPT  | 1:18.834           | 1:18.340           | 1:18.240           | 3    |
| 4                      | 4   | Lando Norris     | McLaren-Mercedes      | 1:19.280           | 1:19.066           | 1:18.703           | 4    |
| 5                      | 44  | Lewis Hamilton   | Mercedes              | 1:19.401           | 1:19.106           | 1:18.825           | 5    |
| 6                      | 63  | George Russell   | Mercedes              | 1:19.405           | 1:19.076           | 1:18.933           | 6    |
| 7                      | 3   | Daniel Ricciardo | McLaren-Mercedes      | 1:19.665           | 1:19.130           | 1:19.032           | 7    |
| 8                      | 31  | Esteban Ocon     | Alpine-Renault        | 1:19.605           | 1:19.136           | 1:19.061           | 8    |
| 9                      | 55  | Carlos Sainz jr. | Ferrari               | 1:18.983           | 1:18.469           | 1:19.408           | 9    |
| 10                     | 14  | Fernando Alonso  | Alpine-Renault        | 1:19.192           | 1:18.815           | Geen tijd          | 10   |
| 11                     | 10  | Pierre Gasly     | AlphaTauri-RBPT       | 1:19.580           | 1:19.226           |                    | 11   |
| 12                     | 77  | Valtteri Bottas  | Alfa Romeo-Ferrari    | 1:19.251           | 1:19.410           |                    | 12   |
| 13                     | 22  | Yuki Tsunoda     | AlphaTauri-RBPT       | 1:19.742           | 1:19.424           |                    | 13   |
| 14                     | 24  | Zhou Guanyu      | Alfa Romeo-Ferrari    | 1:19.910           | 1:20.155           |                    | 14   |
| 15                     | 47  | Mick Schumacher  | Haas-Ferrari          | 1:20.104           | 1:20.465           |                    | 15   |
| 16                     | 20  | Kevin Magnussen  | Haas-Ferrari          | 1:20.254           |                    |                    | 16   |
| 17                     | 5   | Sebastian Vettel | Aston Martin-Mercedes | 1:21.149           |                    |                    | 17   |
| 18                     | 6   | Nicholas Latifi  | Williams-Mercedes     | 1:21.372           |                    |                    | 18   |
| DSQ                    | 23  | Alexander Albon  | Williams-Mercedes     | 1:20.135           |                    |                    | 20*1 |
| Q1 107% tijd: 1:24.080 |     |                  |                       |                    |                    |                    |      |
| DNQ                    | 18  | Lance Stroll     | Aston Martin-Mercedes | Geen tijd          |                    |                    | 19*2 |

*1 Alexander Albon kreeg een gridstraf van drie plaatsen voor het veroorzaken van een botsing met Lance Stroll tijdens de GP van Saoedi-Arabië en werd later na de kwalificatie gediskwalificeerd, omdat hij niet genoeg brandstof over had.

*2 Lance Stroll kreeg een gridstraf van drie plaatsen voor het veroorzaken van een botsing met Nicholas Latifi tijdens Q1. Hij heeft geen tijd kunnen zetten maar mag van de stewards wel aan de race deelnemen.

## Wedstrijd
Charles Leclerc behaalde de vierde Grand Prix-overwinning in zijn carrière.
| Pos.               | Nr. | Coureur          | Constructeur          | Rondes | Tijd / Oorzaak Uitval | Grid | Punten |
| ------------------ | --- | ---------------- | --------------------- | ------ | --------------------- | ---- | ------ |
| 1                  | 16  | Charles Leclerc  | Ferrari               | 58     | 1:27:46.548           | 1    | 26S    |
| 2                  | 11  | Sergio Pérez     | Red Bull Racing-RBPT  | 58     | +20.524               | 3    | 18     |
| 3                  | 63  | George Russell   | Mercedes              | 58     | +25.593               | 6    | 15     |
| 4                  | 44  | Lewis Hamilton   | Mercedes              | 58     | +28.543               | 5    | 12     |
| 5                  | 4   | Lando Norris     | McLaren-Mercedes      | 58     | +53.303               | 4    | 10     |
| 6                  | 3   | Daniel Ricciardo | McLaren-Mercedes      | 58     | +53.737               | 7    | 8      |
| 7                  | 31  | Esteban Ocon     | Alpine-Renault        | 58     | +1:01.683             | 8    | 6      |
| 8                  | 77  | Valtteri Bottas  | Alfa Romeo-Ferrari    | 58     | +1:08.439             | 12   | 4      |
| 9                  | 10  | Pierre Gasly     | AlphaTauri-RBPT       | 58     | +1:16.221             | 11   | 2      |
| 10                 | 23  | Alexander Albon  | Williams-Mercedes     | 58     | +1:19.382             | 20   | 1      |
| 11                 | 24  | Zhou Guanyu      | Alfa Romeo-Ferrari    | 58     | +1:21.695             | 14   |        |
| 12                 | 18  | Lance Stroll     | Aston Martin-Mercedes | 58     | +1:28.598*            | 19   |        |
| 13                 | 47  | Mick Schumacher  | Haas-Ferrari          | 57     | +1 ronde              | 15   |        |
| 14                 | 20  | Kevin Magnussen  | Haas-Ferrari          | 57     | +1 ronde              | 16   |        |
| 15                 | 22  | Yuki Tsunoda     | AlphaTauri-RBPT       | 57     | +1 ronde              | 13   |        |
| 16                 | 6   | Nicholas Latifi  | Williams-Mercedes     | 57     | +1 ronde              | 18   |        |
| 17                 | 14  | Fernando Alonso  | Alpine-Renault        | 57     | +1 ronde              | 10   |        |
| DNF                | 1   | Max Verstappen   | Red Bull Racing-RBPT  | 38     | Hydrauliek            | 2    |        |
| DNF                | 5   | Sebastian Vettel | Aston Martin-Mercedes | 23     | Ongeluk               | 17   |        |
| DNF                | 55  | Carlos Sainz jr. | Ferrari               | 2      | Spin                  | 9    |        |
| Bron: formula1.com |     |                  |                       |        |                       |      |        |

S Charles Leclerc reed voor de zevende keer in zijn carrière een snelste ronde en behaalde hiermee een extra punt.

* Lance Stroll kreeg een tijdstraf van vijf seconden voor het slingerend rijden op het rechte stuk.

## Tussenstanden wereldkampioenschap
Betreft tussenstanden voor het wereldkampioenschap na afloop van de race.

### Coureurs
| Pos. | Nr. | Coureur          | Constructeur         | Punten |
| ---- | --- | ---------------- | -------------------- | ------ |
| 1    | 16  | Charles Leclerc  | Ferrari              | 71     |
| 2    | 63  | George Russell   | Mercedes             | 37     |
| 3    | 55  | Carlos Sainz jr. | Ferrari              | 33     |
| 4    | 11  | Sergio Pérez     | Red Bull Racing-RBPT | 30     |
| 5    | 44  | Lewis Hamilton   | Mercedes             | 28     |
| 6    | 1   | Max Verstappen   | Red Bull Racing-RBPT | 25     |
| 7    | 31  | Esteban Ocon     | Alpine-Renault       | 20     |
| 8    | 4   | Lando Norris     | McLaren-Mercedes     | 16     |
| 9    | 20  | Kevin Magnussen  | Haas-Ferrari         | 12     |
| 10   | 77  | Valtteri Bottas  | Alfa Romeo-Ferrari   | 12     |

### Constructeurs
| Pos. | Constructeur          | Punten |
| ---- | --------------------- | ------ |
| 1    | Ferrari               | 104    |
| 2    | Mercedes              | 65     |
| 3    | Red Bull Racing-RBPT  | 55     |
| 4    | McLaren-Mercedes      | 24     |
| 5    | Alpine-Renault        | 22     |
| 6    | Alfa Romeo-Ferrari    | 13     |
| 7    | Haas-Ferrari          | 12     |
| 8    | AlphaTauri-RBPT       | 10     |
| 9    | Williams-Mercedes     | 1      |
| 10   | Aston Martin-Mercedes | 0      |